# Livingstonscher Pferdestall

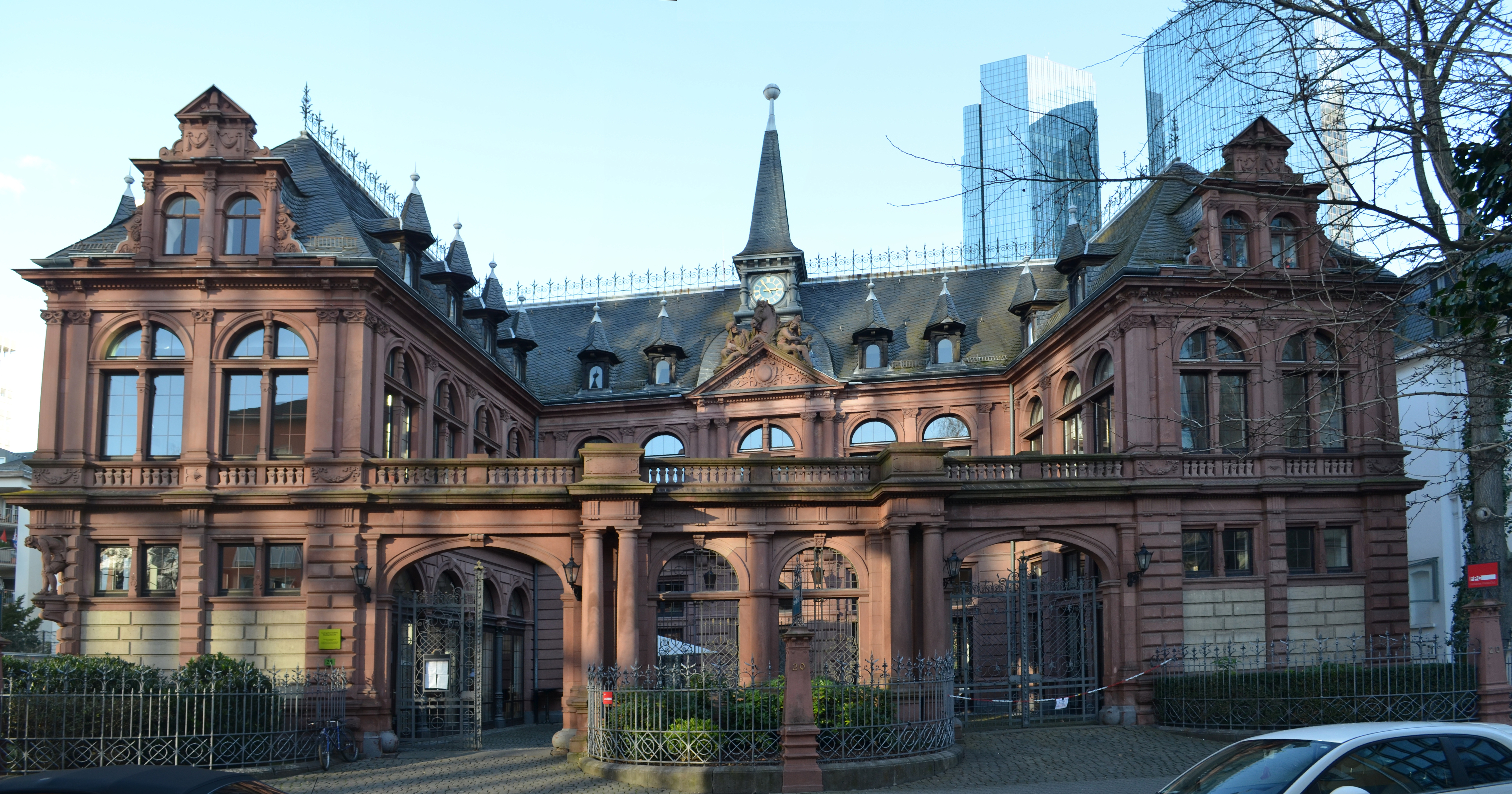
Livingstonsche Pferdestall, heute Bürgerhaus

Der Livingstonsche Pferdestall in Frankfurt am Main, auf dem Eckgrundstück Ulmenstraße 20 / Kettenhofweg, wurde 1880–1882 erbaut und steht heute unter Denkmalschutz.

## Geschichte
Das Haus wurde als Remisen- und Stallgebäude mit Bediensteten-Wohnungen inmitten des Villenviertels Westend durch den Frankfurter Bauunternehmer Christian Ludwig Schmidt (1844–1891) für den aus Amerika zurückgekehrten Frankfurter Kaufmann und Unternehmer Marks John Livingston errichtet, der mit seiner Familie in der Villa Bockenheimer Landstraße 33 wohnte.
Nach 1945 waren im Gebäude ein Kabarett und ein Warenlager der ADOX-Fotowerke Dr. C. Schleussner untergebracht. 1971 erwarb die Immobiliengruppe Perel und Miteigentümer das Haus, und nur durch den Einsatz von Bürgerinitiativen konnte das Gebäude vor dem endgültigen Verfall bewahrt werden. Es diente im Jahr 2019 als Restaurant. Veranstaltungsräume im Obergeschoss nutzt der Frankfurter Presseclub.

## Beschreibung
Die zweigeschossige Anlage mit Doppeltor-Arkade wurde im Stil der Neorenaissance erbaut. Die Dachlandschaft mit Pferdebüste, Firstgitter, Skulpturenschmuck und Uhrtürmchen ist architektonisch und baugeschichtlich erwähnenswert. Eine Atlasfigur ziert die Hausecke Ulmenstraße / Kettenhofweg. Im Obergeschoss wurden damals aus Platzmangel ebenfalls Kutschen untergestellt, wofür ein eigens konstruierter Aufzug genutzt wurde.